# بنجامین سیگرت
بنجامین سیگرت (انگلیسی: Benjamin Siegert؛ زادهٔ ۷ ژوئیهٔ ۱۹۸۱) بازیکن فوتبال اهل آلمان است.
از باشگاه‌هایی که در آن بازی کرده‌است می‌توان به باشگاه فوتبال وهن ویسبادن، باشگاه فوتبال آینتراخت برانشوایگ، باشگاه فوتبال اسنابروک، و باشگاه فوتبال وولفسبورگ اشاره کرد.